# Муроя Сей
Сей Муроя (яп. 室屋成, нар. 5 квітня 1995, Куматорі) — японський футболіст, захисник клубу Ганновер 96 та національної збірної Японії.
Виступав, зокрема, за олімпійську збірну Японії.

## Клубна кар'єра
У дорослому футболі дебютував 2016 року виступами за команду клубу «Токіо», кольори якого захищав до 2020 року.
У серпні 2020 року японець перейшов до німецького клубу Ганновер 96.

## Виступи за збірні
2011 року дебютував у складі юнацької збірної Японії, взяв участь у 6 іграх на юнацькому рівні.
З 2014 року залучається до складу молодіжної збірної Японії. На молодіжному рівні зіграв у 10 офіційних матчах.
2016 року захищав кольори олімпійської збірної Японії. У складі цієї команди провів 3 матчі. У складі збірної — учасник футбольного турніру на Олімпійських іграх 2016 року у Ріо-де-Жанейро.
З 2017 року гравець національної збірної Японії.
| Дата       | Місто               | Господарі | Результат | Гості    | Турнір             | Голи | Примітки |
| ---------- | ------------------- | --------- | --------- | -------- | ------------------ | ---- | -------- |
| 05-08-2016 | Манаус              | Нігерія   | 5 – 4     | Японія   | ОІ 2016 - 1-й етап | -    |          |
| 08-08-2016 | Манаус              | Японія    | 2 – 2     | Колумбія | ОІ 2016 - 1-й етап | -    | 39'      |
| 11-08-2016 | Салвадор (Бразилія) | Японія    | 1 – 0     | Швеція   | ОІ 2016 - 1-й етап | -    |          |
| Усього     |                     | Матчів    | 3         |          | Голів              | 0    |          |

## Титули і досягнення
- Срібний призер Кубка Азії: 2019
- Чемпіон Азії (U-23): 2016